# Gare de Boukhadra (Annaba)
La gare de Boukhadra est une gare ferroviaire algérienne située sur le territoire de la commune d'El Bouni, dans la wilaya d'Annaba.

## Situation ferroviaire
La gare est située au nord de la ville d'El Bouni, sur la ligne d'Annaba à Sidi Amar. Elle est précédée de la gare d'Annaba et suivie de celle de Sidi Achour.

## Service des voyageurs

### Desserte
La gare de Boukhadra est desservie par les trains régionaux de la liaison Annaba - Sidi Amar,.